# Wagoner
Wagoner és una ciutat i seu del Comtat de Wagoner a l'estat d'Oklahoma dels Estats Units d'Amèrica.

## Demografia
Segons el cens del 2000 Wagoner tenia 7.669 habitants, 2.928 habitatges, i 2.111 famílies. La densitat de població era de 425,4 habitants per km².
Dels 2.928 habitatges en un 35,6% hi vivien nens de menys de 18 anys, en un 52,3% hi vivien parelles casades, en un 15,6% dones solteres, i en un 27,9% no eren unitats familiars. En el 25,1% dels habitatges hi vivien persones soles el 13,1% de les quals corresponia a persones de 65 anys o més que vivien soles. El nombre mitjà de persones vivint en cada habitatge era de 2,58 i el nombre mitjà de persones que vivien en cada família era de 3,06.
Per edats la població es repartia de la següent manera: un 28,1% tenia menys de 18 anys, un 9,9% entre 18 i 24, un 26,3% entre 25 i 44, un 21% de 45 a 60 i un 14,7% 65 anys o més.
L'edat mediana era de 35 anys. Per cada 100 dones de 18 o més anys hi havia 84,7 homes.
La renda mediana per habitatge era de 30.493$ i la renda mediana per família de 35.426$. Els homes tenien una renda mediana de 28.163$ mentre que les dones 21.331$. La renda per capita de la població era de 14.178$. Entorn del 12,2% de les famílies i el 15,5% de la població estaven per davall del llindar de pobresa.

## Poblacions properes
El següent diagrama mostra les poblacions més properes.